# خوسيه روزاريو
خوسيه روزاريو (بالإنجليزية: José Rosario)‏ هو سياسي أمريكي، ولد في 27 نوفمبر 1967 في سان خوان في الولايات المتحدة. حزبياً، نشط في Popular Democratic Party (Puerto Rico) ‏.